# Parafia św. Stanisława w Rakoszynie
Parafia Świętego Stanisława w Rakoszynie — parafia rzymskokatolicka, znajdująca się w diecezji kieleckiej, w dekanacie sędziszowskim.